# Tatyjana Georgijevna Konyuhova
Tatyjana Georgijevna Konyuhova, oroszul: Татья́на Гео́ргиевна Ко́нюхова (Taskent, 1931. november 12. – Moszkva, 2024. április 2.) szovjet-orosz színésznő. Számos egyéb elismerése mellett megkapta az Oroszország Népi Művésze díjat 1991-ben.

## Filmjei
- Májusi éj – 1952
- Szugyba Marini – 1954
- Zapasznoj igrok – 1954
- Dobroje utro – 1955
- Volnyica – 1956
- Raznije szugybi – 1956
- Nyeobiknovennoje leto – 1957
- Pervije radosztyi – 1957
- Aleksa Dundic – 1958
- Nad Tyisszoj – 1958
- Ragyogj, ragyogj, csillagom! – 1958
- Koszolapij drug – 1959
- A Nap mindenkinek világít – 1959
- Vremja letnyih otpuszkov – 1961
- Ügyefogyott Rómeo – 1961
- Vasingtonszkaja isztorija – 1962
- Kak ja bil szamosztojatyelnim – 1962
- Bej, baraban! – 1962
- Ti Nye Ogyin – 1963
- Zsenyityba Balzaminova – 1965
- Visztrel – 1966
- Lunnije nocsi – 1966
- Nyet i da – 1967
- Csillagosok, katonák – 1967
- Tainsztvennij monah – 1968
- Szolnce na styenye – 1970
- Krutoj gorizont – 1970
- Ogyin iz nasz – 1970
- Tajna predkov – 1973
- Hronyika nocsi – 1973
- Jeso nye vecser – 1974
- Tolko vdvojom – 1976
- Andrej Kolobov – 1977
- Vtoroje rozsgyenyije – 1980
- Szpogyelena ljubov – 1980
- Moszkva nem hisz a könnyeknek – 1980
- A festő felesége – 1982
- Nyezsdanno-nyegadanno – 1983
- Radunyica – 1984
- Licsnij intyeresz – 1986
- Na zlatom krilce szigyeli – 1987
- Sznajperi – 1987
- Sszuda na brak – 1987
- Vszjo vperegyi – 1990
- Poszlednyij prikaz genyerala – 2006
- Szpjascsij i kraszavica – 2008
- Dolgozsdannaja ljubov – 2008
- Nosztalgija po buduscsemu – 2008
- Princessza i nyiscsenka – 2009
- Hranyimje szugyboj – 2010
- Zolotaja ribka v gorogye N – 2011